# Lucien Febvre
Lucien Febvre (ur. 22 lipca 1878 w Nancy, zm. 26 września 1956 w Saint-Amour) – historyk francuski, współtwórca Szkoły Annales.

## Życiorys
Był synem licealnego nauczyciela gramatyki. Jego matka pochodziła z rodziny zegarmistrzów z Besançon. Młodość spędził w Lotaryngii. Uczęszczał do szkół w Nancy, a następnie do Lycée Louis-le-Grand w Paryżu. Po odbyciu służby wojskowej studiował na École normale supérieure w latach 1899–1902. Jednym z jego przyjaciół podczas pobytu w Paryżu był Henri Wallon. Wraz z Wallonem Febvre nauczał przez krótki czas w liceum w Bar-le-Duc. Około 1903 otrzymał kilkuletnie stypendium Fondation Thiers. Publikował w "Revue de Synthèse historique" Henriego Berra. Od 1907 nauczał w liceum w Besançon. W latach 1907–1911 publikował też w czasopismach "Bulletin de la Société de l'Histoire du Protestantisme Français" oraz "Revue historique".
W 1911 obronił doktorat na podstawie pracy pt. Philippe II et la Franche - Comté: la crise de 1567, ses origines et ses consé quences, étude d’histoire politique, religieuse et sociale. Książka rok później ukazała się w druku. Stanowi obszerną monografię geograficzno-historyczną regionu, warsztatowo inspirowaną szkołą Paula Vidala de la Blache. Jego druga praca doktorska (these secondaire) dotyczyła reformacji i inkwizycji w regionie Franche Comté.
W 1912 uzyskał posadę na uniwersytecie w Dijon. Włączył się wówczas w prace nad wielotomową pracą L'Évolution de l'humanité redagowaną przez Henriego Berra. W trakcie I wojny światowej służył początkowo jako sierżant piechoty, a później w kompanii karabinów maszynowych; został zdemobilizowany w 1919 w stopniu kapitana. Otrzymał za służbę między innymi order Legii Honorowej. W latach późniejszych był awansowany na oficera i komandora Legii.
Po wojnie (1919) podjął pracę na uniwersytecie w Strasburgu, na ziemiach przywróconych Francji, gdzie przebywał do 1933. W 1921 ożenił się. Miał łącznie troje dzieci, urodzonych w latach 1922, 1924 i 1927. 
W 1922, po dziesięciu latach przygotowań, wydał pracę pt. La terre et l’évolution humaine, w której rozwinął zapoczątkowane w pracy doktorskiej zagadnienie związków między geografią i historią. Dzieło to w znacznym stopniu, w sposób polemiczny, odnosiło się do deterministycznych tez postawionych przez Friedricha Ratzela. W tej oraz innych pracach (np. Le Rhin. Problèmes d'histoire et d'économie, napisana wraz z Albertem Demangeonem w 1935) zwracał uwagę na symboliczny charakter bytów geograficznych, takich jak rzeki czy kontynenty, które odgrywały w dziejach role konstruktów łączących bądź dzielących społeczeństwa.
W 1929 wraz z Markiem Blochem utworzył czasopismo „Annales d'histoire économique et sociale”. Rolą periodyku miało być upowszechnienie szerokich, interdyscyplinarnych badań historycznych; Febvre i Bloch promowali wizję perspektywy historycznej rezygnującej z podziału na specjalizacje epokowe oraz silnie związanej z innymi naukami humanistycznymi i społecznymi. 
W 1930 przeżył ciężki wypadek samochodowy. W 1933 został zatrudniony w Collège de France. Był współredaktorem zapoczątkowanej w latach 30. serii Encyclopédie française. Opublikował wiele prac w latach 30. i 40., w tym trzy książki w latach II wojny światowej. Spośród nich najbardziej znaną jest Le problème de l’incroyance au XVIe siècle: la Religion de Rabelais, na kartach której Febvre zaproponował między innymi nową interpretację Życia Gargantui i Pantagruela Rabelais'a oraz zbadał tak biografię autora jak i problematykę ateizmu w XVI stuleciu.  
Wojny nie przeżył Marc Bloch (rozstrzelany przez Gestapo w 1944), Febvre stał się tym samym głównym kontynuatorem "Annales" w okresie powojennym, później zastąpił go uczeń, Fernand Braudel. Febvre podjął się dzieła dokończenia i publikacji książki Blocha pt. Apologie pour l'histoire ou Métier d'historien (1949) (polski tytuł: Pochwała historii, czyli o zawodzie historyka). Należał do francuskiej delegacji na konferencję w Londynie formującą UNESCO. Współtworzył szóstą sekcję École Pratique des Hautes Études, otwartą w 1948. Był autorem ok. 1300 recenzji naukowych. W 1949 przeszedł na emeryturę. Otrzymał doktorat honoris causa Uniwersytetu Brukselskiego. W latach 90. wydano drukiem jego obszerną korespondencję z Markiem Blochem, tyczącą się głównie spraw związanych z „Annales”.

## Wybrane publikacje
- Philippe II et la Franche-Comté. Étude d'histoire politique, religieuse et sociale, Paris, Honoré Champion, 1911, 808 p. Réédité aux Éditions Perrin, Paris, 2009, 816 p. (avec une préface d'Emmanuel Le Roy Ladurie).
- Notes et documents sur la Réforme et l'Inquisition en Franche-Comté, Paris, 1911, 336 p.
- Histoire de la Franche-Comté, Paris, Boivin, 1912, 260 p.
- La Terre et l'évolution humaine, Paris, Albin Michel, « L'évolution de l'Humanité », 1922.
- Un Destin. Martin Luther, Paris, Presses Universitaires de France, 1928.
- Civilisation. Évolution d'un mot et d'un groupe d'idées, Paris, Renaissance du livre, 1930, 56 p.
- (en coll. avec Albert Demangeon) Le Rhin. Problèmes d'histoire et d'économie, Paris, Armand Colin, 1935.
- (dir.) : Encyclopédie française, 11 volumes parus de 1935 à 1940.
- Le problème de l’incroyance au XVI. La religion de Rabelais, L’évolution de l’humanité, Paris, Albin Michel, 1947, 549 p.
- Origène et Des Périers ou l'énigme du Cymbalum Mundi, Paris-Genève, Droz, 1942, 144 p.
- Autour de l'Heptaméron. Amour sacré, amour profane, Paris, Gallimard, 1944, 300 p.
- Les Classiques de la liberté : Michelet, Lausanne, Traits, 1946, 162 p.
- Combats pour l'histoire, Paris, Armand Colin, 1952, 456 p.
- Au cœur religieux du XVIe, Paris, SEVPEN, 1957, 359 p.
- Pour une histoire à part entière, Paris, SEVPEN, 1962, 860 p.
- Honneur et patrie : Texte établi, présenté et annoté par Thérèse Charmasson et Brigitte Mazon, Librairie académique Perrin, 1996, 324 pp., ISBN 978-2-262-01176-5.
- De la « Revue de synthèse » aux « Annales ». Lettres à Henri Berr, 1911-1954, Paris, Fayard, 1997 (édition par Jacqueline Pluet et Gilles Candar).

## Publikacje w języku polskim
- (współautor: Henri-Lucien Martin), Narodziny książki, przeł. Anna Kocot, Maria Wodzyńska-Walicka, posłowie Paweł Rodak, Warszawa: Wydawnictwo Uniwersytetu Warszawskiego 2014.